# جامع المقدادية الكبير
يعتبر جامع المقدادية الكبير في منطقة السوق في محافظة ديالى من مساجد العراق التاريخية والتراثية القديمة، حيث بني عام 1034 هـ/1625م، وتبلغ مساحته 2000م2، وهدم وأعيد بناؤه في عقد الثمانينيات من القرن العشرين بأمر من وزارة الأوقاف والشؤون الدينية، باستثناء المنارة الأثرية فقد تركت على حالها، وتمت عمارته وتجديد بنيانه مرة أخرى في عقد التسعينيات من القرن العشرين، وحالياً تقام فيه صلاة الجمعة وصلاة العيدين والصلوات الخمس، ولهُ حرم فيه مصلى واسع وتعلوهُ قبة صغيرة.

## تهديم وتفجير الجامع
في يوم الأثنين 11 كانون الثاني 2016 حرق وفجر مجموعة من المسلحين والميليشيات الطائفية عدة مساجد وجوامع في محافظة ديالى ومنها جامع المقدادية، حيث تحطم وهدم الجزء العلوي من منارتهِ الأثرية، بواسطة عبوات ناسفة وتم ذلك على خلفية التفجير المزدوج الذي استهدف أحد المقاهي الشعبية في القضاء. ،